# Маров, Александр Иванович
Александр Иванович Маров (1862 — после 1912) — член III Государственной думы от Самарской губернии.

## Биография
Православный. Мещанин города Самары. Домовладелец (11½ десятин).
Образование получил среднее. Занимался шерстяной торговлей, затем владел шерстечесальным и сапожно-валяльным заведением, занимался хлебной торговлей, садоводством и лесной промышленностью.
В 1907 году был избран членом III Государственной думы от 2-го съезда городских избирателей Самарской губернии. Входил во фракцию октябристов, со 2-й сессии — во фракцию прогрессистов. Состоял членом комиссий: по рабочему вопросу, о торговле и промышленности, по городским делам.
Дальнейшая судьба неизвестна.